# الخطوط الجوية العراقية الرحلة 163
في 25 ديسمبر 1986 أقلعت طائرة الخطوط الجوية العراقية الرحلة 163 طراز بوينغ 737-270 في رحلة اعتيادية من مطار الملكة علياء الدولي قرب العاصمة الأردنية عمان متوجهة إلى مطار بغداد الدولي بالعاصمة العراقية بغداد، وعلى متنها 91 راكباً، و15 من أفراد الطاقم، وبعد مرور بعض الوقت على إقلاع الطائرة من المطار؛ قام أربعة أشخاص بمحاولة اختطاف الطائرة، إلا أن مسؤول الأمن في الطائرة العراقية حاول منع الخاطفين من السيطرة على الطائرة، وهو ما أدى إلى قيام أحد الخاطفين بإلقاء قنبلة يدوية على مقصورة الركاب، وهو ما أدى إلى حدوث فجوة في بدن الطائرة وانخفاض للضغط، وهذا ما جعل قائد الطائرة يتخذ قراراً بالهبوط الاضطراري، وأثناء ذلك ألقى أحد الخاطفين قنبلة يدوية ثانية على غرفة قيادة الطائرة، وهو ما أدى إلى انشطار الطائرة وسقوطها وتحطمها بالقرب من مطار عرعر المحلي شمال السعودية.
تحطمت طائرة الخطوط الجوية العراقية داخل الأراضي السعودية، موديةً بحياة 63 شخصاً؛ 60 راكباً وثلاثة من أفراد الطاقم، ونجى باقي الركاب وهم من قاموا بنقل تفاصيل عملية الاختطاف للعالم. وتعتبر عملية الاختطاف هذه من بين أسوأ عمليات خطف الطائرات التي تمت ما بين عامي 1985 و1986.
إتهمت الحكومة العراقية إيران بالوقوف وراء عملية الاختطاف، وبعد فترة قصيرة من العملية، إدعت منظمة موالية لإيران تسمى «الجهاد الإسلامي» المسؤولية عن عملية الاختطاف، وتعرفت وكالة الاستخبارات الأمريكية (سي آي إيه) على أحد الخاطفين للطائرة العراقية ويدعى «ربال خليل جلّول» وقد تطابقت صورته إلى بوستر «لشهداء حزب الله» في أحد المساجد بالقرب من بيروت.